# Cora Westland
Cora Westland, née le 28 octobre 1962 à Bussum, est une coureuse cycliste néerlandaise. Active dans les années 1980 et 1990, elle est notamment championne du monde du contre-la-montre par équipes en 1990 avec Leontien Zijlaard-Van Moorsel, Monique Knol et Astrid Schop.

## Palmarès
- 1988
  - 3e du Parel van de Veluwe (nl)
- 1990
  -  Championne du monde du contre-la-montre par équipes (avec Leontien Zijlaard-Van Moorsel, Monique Knol et Astrid Schop)
  - 2e du Parel van de Veluwe (nl)
  - 2e du Hel van het Mergelland
- 1991
  -  Médaillée d'argent du championnat du monde du contre-la-montre par équipes
  - 2e du Circuit de la vallée de la Meuse